# Liste von Jazzmusikern in der Schweiz
Die Liste von Jazzmusikern in der Schweiz führt Jazzmusiker auf, die Schweizer sind oder waren, sowie Personen ohne schweizerischen Pass, die massgeblich zur schweizerischen Jazzszene beigetragen haben. Der in Südafrika geborene Dollar Brand beispielsweise hat eine wichtige Zeit im Exil in Zürich erlebt und hat einheimische Jazzmusiker stark beeinflusst. Ebenso lassen sich auch Personen wie Robin Kenyatta und Joe Haider, die lange Jahre in der Jazzszene der Schweiz aktiv waren, hier zurechnen. In gewisser Weise ist auch der gelegentliche Mundharmonikaspieler Claude Nobs, der zwar nur ab und an als Spieler an Jazzproduktionen mitgewirkt hat, aber ohne den die Jazzkultur nicht nur in Montreux entscheidend anders wäre, hier zu nennen. Diese (aus unterschiedlichen Motiven getroffenen) Zurechnungen sollten nicht als Vereinnahmung missverstanden werden.
Die Liste ist in alphabetischer Sortierung angelegt.

## Liste

### A
- Kurt Abraham (* 1921, † 1988), Tenorsaxophonist, Klarinettist, Bandleader
- Martin Abbühl (* 1961), Geiger
- Susanne Abbuehl (* 1970), Sängerin und Hochschullehrerin
- Daniel Aebi (* 1973), Schlagzeuger
- Irène Aebi (* 1939), Cellistin, Sängerin und Geigerin
- Stefan Aeby (* 1979), Pianist
- Heinz Affolter (* 1953), Gitarrist
- Xavier Almeida (* 1994), Pianist, Schlagzeuger
- Heiner Althaus (* 1953), Saxophonist, Gitarrist
- Flavio Ambrosetti (* 1919, † 2012), Saxophonist
- Franco Ambrosetti (* 1941), Trompeter
- Gianluca Ambrosetti (* 1974), Saxophonist
- Memeta Ambrosetti (* 1917, † 1999), Schlagzeugerin
- Fabienne Ambühl (* 1986), Pianistin, Sängerin
- Paul Amereller (* 1991), Schlagzeuger
- Dieter Ammann (* 1962), Trompeter, Keyboarder, Bassist, Komponist
- Bruno Amstad (* 1964, † 2024), Sänger
- Lou Andrini (* 1923, † 2002), Trompeter, Gitarrist, Bandleader
- Hans Anliker (* 1949), Posaunist
- Renato Anselmi (* 1941), Pianist und Keyboarder
- Charly Antolini (* 1937), Schlagzeuger
- Giorgos Antoniou (* 1970), Kontrabassist
- Otto Andrae (1941–2021), Trompeter, Posaunist
- Houry Dora Apartian (* 1976), Sängerin
- Florian Arbenz (* 1975), Schlagzeuger
- Michael Arbenz (* 1975), Pianist, Hochschullehrer
- Umberto Arlati (* 1931, † 2015), Trompeter
- Dennis Armitage (* 1928, † 2005), Pianist, Maler und Saxophonist
- Stephan Athanas (* 1960), Bassist
- Claude Aubert (* 1925, † 2000), Klarinettist, Sopransaxophonist, Bandleader, Manager
- Pierre Audétat * 1968, Pianist, Keyboarder, Remixer, Hochschullehrer

### B
- Kurt Baebi (* 1943), Pianist, Komponist, Produzent
- René Bächli (* 1945), Trompeter
- Esther Bächlin (* 1965), Pianistin
- Rolf Bänninger (* 1938, † 2017), Schlagzeuger
- Nik Bärtsch (* 1971), Pianist, Komponist, Musikproduzent und Autor
- Jochen Baldes (* 1964), Saxophonist
- Barbara Balzan (* 1969), Sängerin
- Bernhard Bamert (* 1970), Posaunist
- Jean-Luc Barbier (* 1951), Saxophonist, Flötist, Pianist, Komponist
- George Barcos (* 1946), Gitarrist, Bigband-Leader, Komponist
- Jan-Andrea Bard (* 1981), Pianist, Komponist
- Julio Barreto (* 1967), Schlagzeuger
- Daniel Baschnagel (* 1967), Trompeter, Saxhornist
- Pius Baschnagel (* 1970), Schlagzeuger
- Christoph Baumann (* 1954), Pianist
- Franziska Baumann (* 1965), Flötistin, Klangkünstlerin
- Rico Baumann (* 1983), Schlagzeuger
- Vera Baumann (* 1988), Stimmkünstlerin
- Pius Baumgartner (* 1967), Saxophonist, Klarinettist, Flötist, Komponist
- Walter Baumgartner (* 1904, † 1997), Pianist, Posaunist, Komponist
- Beat Baumli (* 1956), Gitarrist, Komponist
- Thomas Bauser (* 1965), Organist
- Silvano Bazan (* 1949), Pianist
- Michael Beck (* 1968), Pianist
- Vince Benedetti (* 1941), Pianist, Posaunist, Komponist und Arrangeur
- Marcel Bernasconi (* 1940), Pianist
- Ernest Berner (* 1904, † 1966), Pianist, Impresario
- Florestan Berset (* 1995), Gitarrist
- Martina Berther (* 1984), Bassistin
- Christophe Berthet (* 1960), Saxophonist
- René Bertschy (* 1912, † 1999), Bassist, Bandleader
- Baiju Bhatt (* 1988), Geiger, Bandleader
- Elsie Bianchi Brunner (* 1930, † 2016), Pianistin, Akkordeonistin und Sängerin
- Marcel Bianchi (* 1911, † 1998), Gitarrist
- Siro Bianchi (* 1930, † 1992), Bassist, Klarinettist, Saxophonist
- Patrick Bianco (* 1977), Altsaxophonist
- Franz Biffiger (1939–2023), Pianist
- Ernst Bigler (* 1946), Posaunist
- Heinz Bigler (* 1934), Klarinettist, Alt- und Sopransaxophonist und Pianist
- Jean-Pierre Bionda (* 1928, † 2003), Pianist
- Maurizio Bionda (* 1961), Saxophonist
- Lea Bischof (* 1936, † 2007), Sängerin
- Willy Bischof (* 1945, † 2019), Pianist, Journalist
- Lukas Bitterlin (* 1968), Schlagzeuger
- Daniel Blanc (* 1959), Saxophonist
- Beat Blaser (* 1953), Saxophonist, SRF2-Redaktor
- Samuel Blaser (* 1981), Posaunist, Arrangeur
- Urs Blöchlinger (* 1954, † 1995), Saxophonist
- Dominik Blum (* 1964), Pianist, Synthesizerspieler, Dirigent
- Fridolin Blumer(* 1984), Bassist
- Marcus Bodenmann (* 1967), Pianist, Keyboarder
- Jochen Bohnes (* 1959), Pianist
- Andreas Böhlen (* 1983), Saxophonist
- Fred Böhler (* 1912, † 1995), Pianist und Bandleader
- Samir Böhringer (* 1991), Schlagzeuger und Bandleader
- Francy Boland (* 1929, † 2005), Pianist, Arrangeur, Bandleader
- Cyril Bondi (* 1980), Schlagzeuger, Perkussionist
- Emmanuelle Bonnet (* 1998), Sängerin
- Romeo Borbach (* 1938), Pianist
- Silvano Borzacchiello (* 1965), Schlagzeuger
- Raffaele Bossard (* 1982), Bassist
- Roberto Bossard (* 1959), Gitarrist
- Patricia Bosshard (* 1965), Geigerin und Komponistin
- René Bottlang (* 1953), Pianist und Komponist
- Jean-François Bovard (* 1948, † 2003), Posaunist und Komponist
- Lucien Bovet (* 1962), Schlagzeuger
- Pierre Bouru (* 1928, † 2023), Schlagzeuger, Konzertveranstalter
- Malcolm Braff (* 1970), Pianist
- John Wolf Brennan (* 1954), Pianist und Komponist
- Markus Breuss (* 1956), Trompeter, Komponist
- Lukas Briner (* 1991), Schlagzeuger, Elektroniker, Komponist
- David Brito (* 1980), Kontrabassist, Komponist
- Immanuel Brockhaus Pianist, Keyboarder
- Ines Brodbeck (* 1981), Sängerin, Pianistin
- Jean-Paul Brodbeck (* 1974), Pianist
- Jan Galega Brönnimann (* 1969), Saxophonist
- Billy Brooks (1943–2023), Perkussionist
- David Brühwiler (* 1955), Komponist, Pianist, Produzent und Musikpädagoge
- Albin Brun (* 1959), Multiinstrumentalist (auch Schwyzerörgelispieler), Komponist
- Eddie Brunner (* 1912, † 1960), Saxophonist, Klarinettist
- Christian Bucher (* 1969), Schlagzeuger
- Michael Bucher (* 1975), Gitarrist, Harmonikaspieler, Perkussionist
- Sarah Buechi (* 1981), Sängerin
- Ernie Büchi (* 1927, † 2001), Bassist
- Fredy Bühler (* 1938, † 2021), Schlagzeuger und Kornettist
- Heinz Bühler (* 1941, † 2020), Trompeter
- Hermann Bühler (* 1962), Saxophonist, Klarinettist, Gitarrist, Komponist
- Lukas Burckhardt (* 1924, † 2018), Trompeter, Komponist, Rechtsanwalt und Politiker
- Dominik Burger (* 1963), Schlagzeuger und Vibraphonist
- Victor Burghardt (* 1937), Saxophonist, Klarinettist, Orchesterleiter
- Fabian Bürgi (* 1980), Schlagzeuger
- Eliana Burki (* 1983, † 2023), Alphornspielerin
- Bobby Burri (* 1949), Bassist
- Sam Burckhardt (* 1957), Saxophonist und Schlagzeuger
- Dominik Burkhalter (* 1975), Schlagzeuger, Produzent
- André Buser (* 1968), Bassist
- Paul Butscher (* ≈1994), Trompeter, Synthesizerspieler

### C
- Silvio Cadotsch (* 1985), Posaunist
- Christophe Calpini (* 1969), Schlagzeuger, Komponist
- Bert Campbell (* 1918, † 2001), Pianist, Organist, Bigband-Leader
- Julie Campiche (* 1983), Harfenistin
- Cinzia Catania (* 1988), Sängerin, Komponistin
- Patrick Catharsis (* 1986), Pianist
- Pierre Cavalli (* 1928, † 1985), Gitarrist
- Alessio Cazzetta (* 1988), Gitarrist
- Henri Chaix (* 1925, † 1999), Pianist, Orchesterleiter
- Sarah Chaksad (* 1983), Saxophonistin, Orchesterleiterin, Komponistin
- Domi Chansorn (* 1988), Schlagzeuger, Musikproduzent
- Mélusine Chappuis (* ≈1994), Pianistin
- Kevin Chesham (* 1987), Schlagzeuger
- Jenny Chi (* 1975), Sängerin
- Jean-Christophe Cholet (* 1962), Pianist
- Loys Choquart (* 1920, † 1989), Saxophonist, Klarinettist, Radiomoderator
- Michael Chylewski, Bassist
- Michael Cina (* 1993), Schlagzeuger
- Rolf Cizmek (* 1936, † 2013), Bassist
- Céline Clénin (* 1973), Saxophonistin, Bigbandleiterin
- Olivier Clerk (* 1950), Schlagzeuger
- Francis Coletta (* 1957), Gitarrist
- Paed Conca (* 1967), Bassist, Klarinettist, Komponist
- Lindsay L. Cooper (* 1940, † 2001), Bassist
- Francis Coppieters (* 1930, † 1990), Pianist, Arrangeur
- Chris Conz (* 1985), Pianist
- Benoît Corboz (* 1962), Keyboarder, auch Tontechniker
- Philippe Cornaz (* 1957), Vibraphonist, Marimbaspieler, zeitweilig auch Schulleiter
- Raymond Court (* 1932, † 2012), Flügelhornist
- Sylvie Courvoisier (* 1968), Pianistin und Komponistin
- Eliane Cueni (* 1963, † 2016), Pianistin
- Corin Curschellas (* 1956), Sängerin, Schauspielerin, Liedermacherin

### D
- Roland Dahinden (* 1962), Posaunist und Komponist
- Othella Dallas (* 1925, † 2020), Sängerin, Tänzerin
- Yannick Délez (* 1972), Pianist
- Jacques Demierre (* 1954), Pianist
- Bertrand Denzler (* 1963), Saxophonist
- Hans Deyssenroth (* 1937), Pianist und Synthesizerspieler
- Claude Diallo (* 1981), Pianist
- Brigitte Dietrich (* 1965), Pianistin und Komponistin
- Roberto Domeniconi (* 1961), Pianist und Komponist
- Dalia Donadio (* 1987), Sängerin, Komponistin
- Toni Donadio (* 1956), Gitarrist
- Brigeen Doran (* 1954), Saxophonistin
- Christy Doran (* 1949), Gitarrist
- Dave Doran (* 1957), Schlagzeuger
- Philippe Dragonetti (* 1959), Gitarrist
- Raymond Droz (* 1934, † 2000), Posaunist, Arrangeur, Komponist
- Lucien Dubuis (* 1974), Saxophonist, Bassklarinettist
- Joris Dudli (* 1957), Schlagzeuger
- Samuel Dühsler (* 1978), Schlagzeuger
- Leon Duncan (* 1972), Bassist
- Miriam Duncombe (* 1972), Sängerin
- Elina Duni (* 1981), Sängerin
- Gugu Dupuis (* 1917, † 2013), Trompeter
- Thomas Dürst (* 1957), Bassist
- Pascal Dussex (* 1961), Sänger, Kabarettist
- Bruno Duval (* ≈1975), Schlagzeuger
- Roman Dyląg (1938–2023), Bassist

### E
- Thomas Eckert (* 1956), Klarinettist
- Isla Eckinger (1939–2021), Bassist, Vibraphonist und Posaunist
- Markus Eichenberger (* 1957), Klarinettist und Saxophonist
- Dominic Egli (* 1976), Schlagzeuger
- Florian Egli (* 1982), Saxophonist
- Urs Carl Eigenmann (1947–2024), Pianist, Organist
- Maurice Einhorn (* 1908), Schlagzeuger, Bandleader
- Tibor Elekes (* 1960), Bassist
- David Elias (* 1956), Schlagzeuger
- Birgit Elmerer (* 1966), Sängerin
- Hans Ermel (* 1971), Bassist
- Alessandro d’Episcopo (* 1959), Pianist
- Christoph Erb (* 1973), Tenorsaxophonist, Bassklarinettist
- Runo Ericksson (* 1934), Bassposaunist, Violinist
- Daniel-Roland Erismann-Scholl (* 1963), Trompeter
- William Evans (* 1956), Pianist, Hochschullehrer in der Schweiz

### F
- Julie Fahrer (* 1986), Sängerin
- Thomas Fahrer (* 1955), Schlagzeuger[2]
- Florian Favre (* 1986), Pianist
- Pierre Favre (* 1937), Schlagzeuger
- Hans Feigenwinter[3] (* 1965), Pianist
- Raymond Fein (* 1950), Pianist und Moderator
- Esther Feingold (* 1965), Saxophonistin, klassische Sängerin
- Dani Felber (* 1972), Trompeter, Bandleader
- Dave Feusi (* 1965), Saxophonist
- Marco Figini (* 1956), Gitarrist
- Udo Fink (* 1936,† 2024), Pianist, Komponist
- Donat Fisch (* 1956), Saxophonist
- Axel Fischbacher (* 1956), Gitarrist
- Erich Fischer (* 1955), Vibraphonist, Hornist
- Nils Fischer (* 1988), Saxophonist
- Werner Tian Fischer (* 1962), Gitarrist, Historiker
- Lukas von Flüe (* 1991), Schlagzeuger, Komponist
- Roland von Flüe (* 1961), Saxophonist, Klarinettist
- Michael Flury (* 1983), Posaunist
- Beat Foellmi (* 1957), Schlagzeug, Balaphon
- Hans Foletti (1928–2015), Bassist
- Léon Francioli (* 1946, † 2016), Bassist
- Peter Frei (* 1943), Bassist
- Fabio Freire (* 1956), Perkussionist
- Adrian Frey (* 1958), Pianist, Hochschullehrer
- Elmar Frey (* 1964), Schlagzeuger
- Joa Frey (* 1993), Gitarrist
- Peter K. Frey (* 1941), Bassist
- Daniel Fricker, Bassist
- Gabriela Friedli (* 1963), Pianistin
- Lionel Friedli (* 1975), Schlagzeuger
- Oliver Friedli (* 1977), Pianist
- Tobias Friedli (* 1978), Schlagzeuger
- Lea Maria Fries (* 1989), Sängerin
- Lucca Fries (* 1986), Pianist
- Peter Primus Frosch (* 1990), Schlagzeuger
- Kristina Fuchs (* 1970), Sängerin
- Erwin Füchslin (* 1967), Trompete, Flügelhorn

### G
- Jo Gagliardi (* 1934), Trompeter
- Christoph Gallio (* 1957), Saxophonist
- Martin Gantenbein (* 1959), Schlagzeuger, Komponist
- Pauline Ganty (* 1986), Sängerin
- Alexia Gardner (* 1958), Sängerin
- Lea Gasser (* 1992), Akkordeonistin, Komponistin
- Michael Gassmann (* 1964), Trompete
- Karl Theodor Geier (1932–2020), Bassist
- Heinz Geisser (* 1961), Gitarrist
- Moncef Genoud (* 1961), Pianist
- Ernst Gerber (* 1941, † 2010), Saxophonist, Klarinettist
- Kalli Gerhards (* 1955), Bassist
- Lukas Gernet (* 1987), Pianist
- Reimund Gerstner, Bassist
- Ganesh Geymeier (* 1984), Saxophonist
- Peter Giger (* 1939), Schlagzeuger
- Dominique Girod (* 1975), Bassist, Komponist
- Roger Girod (* 1945), Pianist
- Dave Gisler (* 1983), Gitarrist
- Fabian Gisler (* 1977), Bassist
- Gaspard Glaus (* 1957), Pianist, Komponist
- Mike Goetz (* 1956), Pianist, Vibraphonist
- Rolf Goldstein (* 1912, † 1995), Trompeter, Pianist
- Rachel Gould (* 1953), Sängerin
- Christoph Grab (* 1967), Saxophonist
- Kurt Grämiger (* 1945, † 2020), Saxophonist
- Béatrice Graf (* 1964), Schlagzeugerin, Keyboarderin
- Jürg Grau (* 1943, † 2007), Trompeter, Gitarrist
- Rio de Gregori (* 1919, † 1987), Pianist und Bandleader
- David Grottschreiber (* 1982), Posaunist, Orchesterleiter
- Kaspar von Grünigen (* 1982), Kontrabassist
- Tamás Grünwald (* 194?), Saxophonist (auch als Thomas Grünwald)
- George Gruntz (* 1932, † 2013), Pianist und Bandleader
- Cédric Gschwind (* 1985), Saxophonist
- Lemi Gsteiger (* 1946), Posaunist
- Daniel Guggenheim (* 1954), Saxophonist
- Andy Guhl (* 1952), Bassist, Klangkünstler
- Christian Gutfleisch (* 1968), Pianist
- Johannes Gutfleisch (* 1971), Schlagzeuger
- Alain Guyonnet (* 1949), Multiinstrumentalist, Komponist, Arrangeur
- Pierre Guyonnet (* ≈1923), Saxophonist
- Wädi Gysi (1959–2022), Gitarrist

### H
- Paul Haag (1942–2022), Posaunist
- Rahel Hadorn (* 1967), Sängerin
- Hämi Hämmerli (* 1953), Bassist
- Harald Haerter (* 1958), Gitarrist
- André Hager (* 1939), Pianist
- Manu Hagmann (* 1980), Bassist
- Joe Haider (* 1936), Pianist
- Marc Halbheer (* 1965), Schlagzeuger
- Michael Hammer (* 1982), Schlagzeuger, Pianist
- Peter Hanel (* 1940), Flötist und Saxophonist
- Andy Harder (* 1955), Pianist und Hochschullehrer
- Hans Hartmann (1942–2022), Bassist
- Rolf Häsler (* 1962), Saxophonist
- Sandro Häsler (* 1966), Trompeter
- Werner Hasler (* 1969), Trompeter
- Hans Hassler (* 1945), Akkordeonist
- Wolfgang Häuptli (* 1960), Trompeter
- Fritz Hauser (* 1953), Schlagzeuger
- Markus Hauser (* 1971), Saxophonist
- Michael Heitzler, Klarinettist und Saxophonist
- Hugo Helfenstein (* 1953), Posaunist, Trompeter
- Marc Hellman (* 1941), Schlagzeuger
- Franz Hellmüller (* 1973), Gitarrist
- Marc Hemmeler (* 1938, † 1999), Pianist
- Alex Hendriksen (* 1975), Saxophonist
- Lukas Heuss (* 1961), Saxophonist
- Phyllis Heymans (* 1919, † 1988), Sängerin, Tänzerin
- Alexander Hilbe (* 1965), Saxophonist, Flötist
- Gregor Hilbe (* 1968), Schlagzeuger, Hochschullehrer
- Arthur Hnatek (* 1990), Schlagzeuger
- Ernst Höllerhagen (* 1912, † 1956), Klarinettist
- Fabienne Hoerni (* 1974), Saxophonistin
- Luc Hoffmann (* 1926, † 1996), Klarinettist, Altsaxophonist
- Shirley Anne Hofmann (* 1959), Multiinstrumentalistin
- Lisa Hoppe (* 1988), Bassistin
- Gisela Horat (* 1969), Pianistin
- Peter Horrisberger (* 1966), Schlagzeuger
- Dimitri Howald, Gitarrist
- Alex Huber (* 1982), Schlagzeuger
- Christoph Huber, Saxophonist
- Corinne Nora Huber (* 1986), Sängerin, Multiinstrumentalistin
- Felix Huber (* 1952), Pianist, Komponist
- Pirmin Huber (* 1987), Bassist, Komponist
- Sonja Huber (* 1982), Vibraphonistin, Komponistin
- Roland Hug (* 1936, † 2019), Trompeter
- Martin Hugelshofer (* 1933), Pianist
- Daniel Humair (* 1938), Schlagzeuger
- Christian Hunziker (* 1943), Vibraphonist, Keyboarder, Journalist
- Heiner Hurni (* 1939), Saxophonist, Trompeter
- Jerry Husar (1943–2020), Pianist und Trompeter
- Bruno Huwyler (* 1954), Schlagzeuger
- Samuel Huwyler (* 1988), Bassist

### I
- Fabien Iannone (* 1990), Kontrabassist, auch Synthesizerspieler
- Sonja Indin (* 1980), Sängerin
- Christoph Irniger (* 1979), Saxophonist
- Yvan Ischer (* 1961), Saxophonist, Jazzjournalist
- Helen Iten (* 1968), Sängerin
- Marina Iten (* 1998/99), Saxophonistin
- Yumi Ito (* 1990), Sängerin, Arrangeurin, Komponistin

### J
- Christina Jaccard (* 1952), Sängerin
- Peter Jacques (1935–2025), Pianist, Arrangeur, Bandleader
- Curdin Janett (* 1953), Akkordeonist, Bassist
- Domenic Janett (* 1949), Klarinettist, Saxophonist
- Niculin Janett (* 1989), Saxophonist
- Ben Jeger (* 1953), Pianist, Komponist
- Michael Jaeger (* 1976), Tenorsaxophonist, Klarinettist
- Eddy Jegge (* 1933, † 2012), Trompeter, Akkordeonist, Sänger
- Johanna Jellici (* ≈1976), Sängerin, Komponistin
- Max Jendly (* 1945), Pianist, Bigband-Leader
- Song Yi Jeon (* 1984), Sängerin, Komponistin
- Rafael Jerjen (* 1989), Bassist, Hochschullehrer
- Reggie Johnson (1940–2020), Bassist
- Hansruedi Jordi (* 1945), Trompeter
- Thomy Jordi (* 1963), Bassist
- Bert Joris (* 1957), Trompeter
- Linda Jozefowski, * 1982, Flötistin
- Raphael Jost (* 1988), Sänger, Pianist

### K
- Werner Kaegi (1926–2024), Pianist, Komponist
- Gitta Kahle (* 1963), Saxophonistin
- Anna Regina Kalk (* 1993), Gitarristin
- Heiri Känzig (* 1957), Bassist
- Marco Käppeli (* 1951), Schlagzeuger
- Seppi Käppeli (* 1976), Posaunist
- Vera Kappeler (* 1974), Pianistin
- Theo Kapilidis (* 1960), Gitarrist, Bouzoukispieler, Komponist
- Araxi Karnusian (* 1969), Klarinettistin, Saxophonistin
- Simon Kaufmann (* 1978), Bassist
- Eva Katz (* 1956), Sängerin
- Walter Keiser, Schlagzeuger
- Manuela Keller (* 1967), Pianistin
- Max E. Keller (* 1947), Pianist, Komponist
- Oliver Keller (* 1976), Gitarrist
- Peter Tico Keller (* 1942), Bassist, Konzertveranstalter
- Werner «Wieni» Keller (* 1934, † 2020), Klarinettist, Unternehmer
- Beat Kennel (* 1945), Schlagzeuger
- Hans Kennel (1939–2021), Trompeter
- Robin Kenyatta (* 1942, † 2004), Saxophonist
- Patrick Kessler (* 1967), Kontrabassist, Klangkünstler
- Annette Kitagawa (* 1972), Saxophonistin, Flötistin
- David Klein (* 1961), Gitarrist, Saxophonist und Schlagzeuger
- Miriam Klein (* 1937), Sängerin
- Oscar Klein (* 1930, † 2006), Multiinstrumentalist
- Elmar Kluth (* 1956), Pianist, Organist
- Kniri Knaus (* 1945), Posaunist, Mundharmonika- und Örgelispieler
- Peter Knechtli (* 1949), Kornettist und Trompeter
- David Koch (* 1988), Gitarrist
- Hans Koch (* 1948), Holzbläser
- Klaus Koenig (* 1936), Pianist, Tonmeister
- Klaus König (* 1959), Posaunist, Komponist
- Herbie Kopf (* 1962), Bassist
- Tomas Korber (* 1979), Gitarrist, Komponist
- Willy Kotoun (* 1953), Perkussionist
- Alfred Kramer (* 1965), Schlagzeuger
- Hilaria Kramer (* 1967), Trompeterin
- Herbert Kramis (* 1956), Bassist
- Otmar Kramis (* 1959), Saxophonist
- Gabriela Krapf (* 1973), Keyboardspielerin, Sängerin
- René Krebs (* 1941), Trompeter, Flötist, Komponist
- Werner Kruse (* 1910, † 2005), Pianist, Komponist
- Marie Krüttli (* 1991), Pianistin, Komponistin
- Ivan Kubias (* 1943), Trompeter
- Sid Kucera (1941–2025), Trompeter
- Daniel Küffer (* 1966), Saxophonist
- Vinzenz Kummer (* 1941), Bassist
- Stefanie Kunckler (* 1979), Bassistin
- Hans Peter Künzle (* 1951), Bassist, Leiter der Jazzabteilung der Zürcher Hochschule für Musik
- Matthias Kuert (* 1950), Schlagzeuger, Fotograf
- Clemens Kuratle (* 1991), Schlagzeuger
- Fabian Kuratli (* 1970, † 2008), Schlagzeuger, Keyboarder
- Stephan Kurmann (* 1958), Bassist
- Oliver Kuster (* 1968), Pianist

### L
- Vincent Lachat (* 1961), Posaunist
- Thomas Lähns (* 1981), Bassist
- Domenic Landolf (* 1969), Saxophonist, Klarinettist, Flötist
- Sunny Lang (* 1923, † 1979), Bassist, Sänger
- Thierry Lang (* 1956), Pianist
- Walther K. Lang (* 1957), Posaunist (als „Walter Lang“), Komponist
- René Langel (* 1924, † 2021), Saxophonist, Jazzkritiker
- Urs Leimgruber (* 1952), Saxophonist
- Samuel Leipold (* 1988), Gitarrist
- Lemi, siehe oben unter Lemi Gsteiger
- Jürg Lenggenhager (* 1943), Pianist
- Michael Leuenberger (* 1967), Schlagzeuger, Bassist
- Bernhard Ley (* 1955), Gitarrist, Leiter der Abt. Jazz der Hochschule für Musik Basel
- Don Li (* 1971), Komponist, Klarinettist
- Nick Liebmann (* 1950, † 2006), Schlagzeuger, Jazzkritiker
- Pepe Lienhard (* 1946), Bigband-Leader, Sopran-, Tenor- und Altsaxophonist, Posaunist, Klarinettist, Flötist
- François Lindemann (* 1950), Pianist
- Lars Lindvall (* 1962), Trompeter
- Richard Lipiec (* 1948), Klarinettist, Saxophonist
- Sonia Loenne (* 1996), Sängerin
- Gregor Loepfe (* 1971), Pianist
- Francesco Losavio (* ≈1984), Bassist
- Werner Lüdi (* 1936, † 2000), Alt- und Baritonsaxophonist und Autor
- Andy Lüscher (* 1953), Schlagzeuger
- Fredi Lüscher (* 1943, † 2006), Pianist
- Marcel Lüscher (* 1971), Sopran-, Alto-, Tenor-, Baritonsaxophon, Klarinette, Bassklarinette
- Thomas Lüscher (* 1978), Pianist, Akkordeonist, Organist, Komponist
- Sophie Lüssi (* 1977), Geigerin, Bratschistin

### M
- Olivier Magnenat (* 1950, † 2011), Bassist
- Maurice Magnoni (* 1948), Saxophonist, Bassklarinettist
- Christof Mahnig (* 1986), Trompeter
- Dominik Mahnig (* 1989), Schlagzeuger
- Johannes Maikranz (* 1988), Gitarrist, Komponist
- Katja Mair (* 1968), Sängerin, Pianistin
- Ann Malcolm (* 1964), Sängerin
- Joe Malinga, Saxophonist
- Ivor Malherbe (* 1962), Bassist
- Philippe Mall (* 1956), Saxophonist
- Lukas Mantel (* 1982), Schlagzeuger
- Robert Mark (* 1957), Schlagzeuger
- Nicolas Masson (* 1972), Saxophonist
- Louis Matute (* 1993), Gitarrist
- Alex Maurer (* 1984), Schlagzeuger
- Jürg Maurer (1935–2023), Klarinettist
- Jojo Mayer (* 1963), Schlagzeuger
- Vali Mayer (* 1936), Bassist
- Guerino Mazzola (* 1947), Pianist, Musikwissenschaftler und Mathematiker
- Marc Méan (* 1985), Pianist
- Adrian Mears (* 1969), Posaunist
- David Meier (* 1985), Schlagzeuger
- Karin Meier (* ≈1980), Sängerin
- Tommy Meier (* 1959), Saxophonist, Bassklarinettist
- Vincent Membrez (* 1979), Pianist, Keyboarder, Synthesizerspieler
- Manuel Mengis (* 1972), Trompeter, Komponist
- Mareille Merck (* 1996), Gitarristin
- Björn Meyer (* 1965), Bassist
- Christian Meyer (* 1963), Schlagzeuger
- Marc Mezgolits (* 1990), Bassist
- Matthieu Michel (* 1963), Trompeter
- Jacky Milliet (1932–2024), Klarinettist
- Danilo Moccia (* 1956), Posaunist
- Hans Moeckel (* 1923, † 1983), Klarinettist, Saxophonist, Orchesterleiter, Komponist
- Thomas Moeckel (* 1950), Trompeter, Gitarrist, Komponist
- Norbert Möslang (* 1952), Saxophonist, Klarinettist, Live-Elektroniker
- Dimitri Monstein (* 1991), Schlagzeuger, Komponist, Orchesterleiter
- Chris Moore (* 1977), Bassist, Arrangeur, Komponist
- Yvonne Moore (* ≈1963), Sängerin
- Patrick Moraz (* 1948), Keyboarder
- Patrice Moret (* 1972), Bassist
- Jürg Morgenthaler (* 1953), Klarinettist und Altsaxophonist
- Robert Morgenthaler (* 1952), Posaunist
- Silvio Morger (* 1984), Schlagzeuger
- René Mosele (* 1976), Posaunist
- Daniel Mouthon (* 1952), Pianist, Vokalperformer, Komponist
- Victoria Mozalevskaya (* 1987), Saxophonistin
- Flurin Mück (* 1992), Schlagzeuger
- Manon Mullener (* 1997), Pianistin
- Fabian M. Müller (* 1993), Pianist
- Günter Müller (* 1954), Schlagzeuger, Live-Elektroniker
- Marco Müller (* 1980), Kontrabassist
- Susanne Müller (* 1964), Saxophonistin
- Christian Münchinger (* 1969), Saxophonist

### N
- Stan Neufeld (* 198?), Schlagzeuger
- Mani Neumeier (* 1940), Schlagzeuger
- Michael Neff (* 1975), Trompeter
- Lucas Niggli (* 1968), Schlagzeuger
- Sal Nistico (1940–1991), Saxophonist
- Claude Nobs (1936–2013), Impresario
- Aurel Nowak (* 1982), Trompeter
- Makaya Ntshoko (1939–2024), Schlagzeuger
- Nubya (* 1974), Sängerin

### O
- Burhan Öçal (* 1959), Perkussionist, Oud- und Sazspieler
- Jeanaine Oesch (* 1997), Bassistin, Sängerin
- Bänz Oester (* 1966), Bassist
- Antoine Ogay (* 1958), Bassist, Tontechniker
- Ramón Oliveras (* 1988), Schlagzeuger, Bandleader
- Marco von Orelli (* 1970), Trompeter
- Hazy Osterwald (* 1922, † 2012), Vibraphonist, Sänger und Bandleader
- Patrick Ottiger (* 1973), Trompeter

### P
- Gilbert Paeffgen (* 1958), Schlagzeuger, Hackbrettspieler
- Marcel Papaux (1960–2023), Schlagzeuger
- Johanna Pärli (* 1989), Bassistin
- Glyn Paque (1906–1953), Klarinettist, Saxophonist
- Sandy Patton (* 1948), Sängerin
- Richard Pechota (* 1977), Bassist
- Evaristo Pérez (* 1969), Pianist
- Berry Peritz (1911–2000), Schlagzeuger, Bandleader
- Hugo Peritz (1906–1999), Tenorsaxophonist, Arrangeur
- Marc Perrenoud (* 1981), Pianist
- Martin Perret (* 1988), Schlagzeuger
- Nick Perrin (* 1977), Gitarrist
- Pavel Pešta (1948–2007), Bassist, Bandleader
- Erich Peter (1935–1996), Bassist
- Simon Petermann (* 1982), Posaunist, Elektroniker, Hörfunkmoderator
- Daniel Pezzotti (1962–2017), Cellist
- Hans-Peter Pfammatter (* 1974), Pianist
- Norbert Pfammatter (* 1959), Schlagzeuger
- Michael Pfeuti (1959–2022), Bassist, Gymnasiallehrer
- Léon Phal (* 1991), Saxophonist
- Michel Pilet (1931–2006), Saxophonist, Klarinettist, Manager
- Mani Planzer (1939–1997), Pianist, Vibraphonist, Bigband-Leader, Komponist
- Stephan Plecher (* 1990), Pianist
- Marino Pliakas (* 1964), Bassist, Gitarrist
- Michel Poffet (* 1956), Bassist
- Myria Poffet (* 1983?), Sängerin, Pianistin
- Claudio Pontiggia (* 1963), Hornist, Bigband-Leader
- Tobias Preisig (* 1981), Geiger
- Curt Prina (1928–2018), Keyboarder, Bandleader
- Andi Pupato (* 1971), Perkussionist
- Claudio Puntin (* 1965), Klarinettist

### Q
- Alberto Quarella (* 1917, † ≈1980), Geiger, Trompeter
- Alvin Queen (* 1950), Schlagzeuger
- Brian Quin (* 1981), Schlagzeuger, Vibraphonist
- Simon Quin (* 1988), Bassist, Keyboarder, Elektroniker

### R
- Marianne Racine (* 1956), Sängerin, Pianistin
- Kaspar Rast (* 1972), Schlagzeuger, Perkussionist
- Remo Rau (* 1927, † 1987), Pianist, Vibraphonist
- Cyril Régamey (* 1977), Schlagzeuger
- Niki Reiser (* 1958), Flötist und Filmkomponist
- Thomas Reist (* 1979), Schlagzeuger
- Lukas Reinert (* 1993), Posaunist
- Philipp Rellstab (* 1984), Trompeter, Flügelhornist, Tubist, Posaunist und Komponist
- Travis Reuter (* 1986), Gitarrist, Komponist
- Margrit Rieben (* 1963), Schlagzeugerin
- François de Ribaupierre (* 1972), Tenorsaxophonist, Klarinettist
- Mathias Rissi (* 1946),  Saxophonist
- Isabelle Ritter (* 1985), Sängerin
- George Robert (* 1960, † 2016), Saxophonist
- Felix Rogner (* 1933), Bassist
- Samuel Rohrer (* 1977), Schlagzeuger
- Olivier Rogg (* 1960), Pianist, Komponist
- Urs Röllin (* 1959), Gitarrist
- Kurt Rosenwinkel (* 1970), Gitarrist und Hochschullehrer
- Oliver Roth (* 1977), Flötist
- Mathias Rüegg (* 1952), Orchesterleiter, Arrangeur, Komponist
- Xaver Rüegg (* 1993), Bassist
- Lars Rüetschi (* 1977), Gitarrist, Komponist
- Julia Rüffert (* 1988), Posaunistin, Komponistin
- Dave Ruosch (* 1963), Pianist
- Stefan Rusconi (* 1979), Pianist, Komponist
- Jonas Ruther (* 1987), Schlagzeuger

### S
- Jonathan Salvi (* 1993), Vibraphonist, Perkussionist
- Julian Sartorius (* 1981), Schlagzeuger
- Mario Scarton (* 1966), Pianist, Keyboarder
- Andreas Schaerer (* 1976), Sänger
- Brigitte Schär (* 1958), Sängerin, Schriftstellerin
- Peter Schärli (* 1955), Trompeter
- Philipp Schaufelberger (* 1970), Gitarrist
- Marcel Schefer (* 1965), Pianist
- Buddha Scheidegger (1940–2020), Pianist
- Fere Scheidegger (* 1951), Gitarrist, Harmonikaspieler, Sänger
- Daniel Schenker (* 1963), Trompeter
- Andy Scherrer (* 1946, † 2019), Saxophonist
- Gabriella Scherrer, Sängerin
- Stefan Schlegel[4] (* 1968), Posaunist
- Rafael Schilt (* 1979), Saxophonist
- Martin Schlumpf (* 1947), Klarinettist, Komponist
- Oliver Schmid (* 1961), Schlagzeuger
- Peter A. Schmid (* 1959), Holzbläser, Arzt
- Peter Schmidlin (* 1947, † 2015), Schlagzeuger und Labelbetreiber
- Walter Schmocker (* 1953), Bassist
- Sandro Schneebeli (* 1974), Gitarrist
- Mario Schneeberger (* 1935), Saxophonist
- Daniel Schnyder (* 1961), Saxophonist, Flötist und Komponist
- Carlo Schöb (* 1953), Saxophonist
- Chiara Schönfeld (* 1995), Sängerin
- Sascha Schönhaus (* 1963), Saxophonist und Klarinettist
- Joscha Schraff (* 1991), Pianist
- Laura Schuler (* 1987), Geigerin
- Luzius Schuler (* 1989), Pianist
- Dorothea Schürch, Sängerin
- Dominik Schürmann (* 1971), Bassist
- Martin Schütz (* 1954), Cellist
- Roman Schwaller (* 1957), Saxophonist
- Christophe Schweizer (* 1968), Posaune, Komposition, Bandleader
- Irène Schweizer (1941–2024), Pianistin, Schlagzeugerin
- Arno Schulz (* 1971), Kontrabass
- Wilhelm Seefeldt (1934–2023), Banjo, Gitarre, Keyboards
- Francis Selleger (* 1921, † 1990), Trompeter
- Esther Sévérac (* 1989), Harfenistin
- Sha (* 1983), Saxophonist, Klarinettist
- Stephan Sieber  (* 1962), Schlagzeuger, Komponist und Arrangeur
- Matthias Siegrist (* 1978), Gitarrist
- Bernard Siffert (* 1957, † 2023), Gitarrist
- Frank Sikora (* 1956), Gitarrist, Arrangeur, Dirigent und Dozent
- Thomas Silvestri (* 1964), Pianist
- Jacques Siron (* 1949), Bassist
- Luca Sisera (* 1975), Bassist
- Dani Solimine (* 1963), Gitarrist
- Jürg Solothurnmann (* 1943), Saxophonist und Redakteur
- Simon Spiess (* 1987), Saxophonist
- Matthias Spillmann (* 1975), Trompeter
- Lisette Spinnler (* 1976), Sängerin
- Bruno Spoerri (* 1935), Saxophon, Synthesizer
- Christoph Sprenger (* 1962), Bassist
- Stefan Stahel (* 1962), Pianist
- Ueli Staub (* 1934, † 2012), Vibraphon, Journalist
- Teddy Stauffer (* 1909, † 1991), Orchesterleiter
- Bruno Steffen (* 1952), Pianist, Keyboarder, Komponist
- Christoph Stiefel (* 1961), Pianist, Komponist
- Nicolas Stocker (* 1988), Schlagzeuger
- Phil Stöckli (* 1973), Saxophonist, Komponist, Journalist und Psychologe
- Florian «Flo» Stoffner (* 1975), Gitarrist
- Nadja Stoller (* 1974), Sängerin, Multiinstrumentalistin
- Co Streiff (* 1959), Saxophonistin
- Martin Streule (* 1971), Komponist, Bassist, Orchesterleiter
- Sebastian Strinning (* 1985), Saxophonist, Klarinettist
- Mac Strittmatter (* 1914, † 1980), Altsaxophonist, Klarinettist, Gitarrist, Orchesterleiter
- Claudio Strüby (* 1980), Schlagzeuger
- Erika Stucky (* 1962), Sängerin
- Marc Stucky (* 1978), Saxophonist, Bassklarinettist, Komponist
- Fredy Studer (* 1948, † 2022), Schlagzeuger, Bandleader
- Michael Stulz (* 1977), Schlagzeuger
- Nat Su (* 1963), Altsaxophonist
- Reto Suhner (* 1974), Saxophonist, Flötist, Klarinettist
- Jack Surbeck (* 1935, † 2020), Trompeter
- Robert Suter (* 1919, † 2008), Pianist, Komponist
- Sheldon Suter (* 1971), Schlagzeuger

### T
- Ohad Talmor (* 1970), Saxophonist und Arrangeur
- Gabriela Tanner (* 1967), Sängerin
- Adam Taubitz (* 1967), Geiger und Trompeter
- Yves Theiler (* 1987), Pianist
- Jérôme Thomas (* 1963), Saxophonist, Bigband-Leader, Arrangeur
- Paul Thommen (1929–2004), Pianist, Bigband-Leader, Architekt
- Lilly Thornton (* 1966), Sängerin
- David Tixier (* 1989), Pianist
- Lukas Traxel (* 1993), Bassist
- Jean-Lou Treboux (* 1990), Vibraphonist
- Curt Treier (* 1944), Schlagzeuger
- Uli Trepte (* 1941, † 2009), Bassist
- Fritz Trippel (* 1937, † 2010), Pianist
- Manuel Troller (* 1986), Gitarrist
- Sam Trümpy (* 1941, † 2003), Klarinettist, Saxophonist, Bandleader
- Olivier Truan, Pianist
- Erik Truffaz (* 1960), Trompeter
- Andreas Tschopp (* 1979), Posaunist
- Matthias Tschopp (* 1983), Saxophonist
- Saadet Türköz (* 1961), Sängerin
- Maurus Twerenbold (* 1988), Posaunist

### U
- Marc Ullrich (* 19??), Trompeter (auch Klassik)
- Dieter Ulrich (* 1958), Schlagzeuger
- Christa Unternährer (* 1981), Sängerin
- Marc Unternährer (* 1975), Tubist
- Stephan Urwyler (* 1961), Gitarrist
- Christoph Utzinger (* 1987), Bassist

### V
- Pierre-Luc Vallet (* 1961), Pianist
- Colin Vallon (* 1980), Pianist
- Nathan Vandenbulcke (* 1996), Schlagzeuger, Vibraphonist
- Joël Vandroogenbroeck (1938–2019), Pianist und Keyboarder
- Willy Vaterlaus (* 1922), Trompeter, Saxophonist, Schlagzeuger
- Aliéksey Vianna (* 1975), Gitarrist
- Urs Voerkel (* 1949, † 1999), Pianist
- John Voirol (* 1958), Saxophonist
- Kurt von Allmen (* 1945), Bassist
- Vinz Vonlanthen (* 1959, † 2024), Gitarrist, Komponist
- Géo Voumard (* 1920, † 2008), Pianist, Komponist, Musikredakteur.

### W
- Andreas Waelti (* 1980), Bassist
- Pascal Walpen (* 1968), Trompeter
- Raphael Walser (* 1988), Bassist
- Priska Walss (* 1964), Posaunistin
- John Ward (* 1927, † 2015), Schlagzeuger
- Liliane Wasserfallen-Rougemont (* 1927, † 2014), Pianistin
- Stewy von Wattenwyl (* 1962), Pianist
- Christian Weber (* 1972), Bassist
- Rainer Weber (* 1951), Gitarrist
- Reto Weber (* 1953), Perkussionist
- Robi Weber (* 1941), Pianist
- Günther Wehinger (* 1961), Flötist, Komponist
- Kurt Weil (* 1932, † 2012), Multiinstrumentalist, Autor, Manager
- Florian Weiss (* 1991), Posaunist
- Nino Wenger (* 1990), Saxophonist
- Jürg Wickihalder (* 1973), Saxophonist
- Barbara Widmer (* 1954), Pianistin
- Chris Wiesendanger (* 1965), Pianist, Komponist
- Urs Wiesendanger (* 1969), Schlagzeuger, Produzent
- Urs Wiesner (* 1961), Vibraphonist, Komponist
- Fabian Willmann (* 1992), Saxophonist, Klarinettist
- Corinne Windler (* 1974), Saxophonistin, Schlagzeugerin
- Jonas Windscheid (* 1982), Gitarrist, Komponist
- Michel Wintsch (* 1964), Pianist, Komponist
- Michael Wipf (* 1970), Perkussionist und Schlagzeuger
- Randy Wirz (* 1950), Pianist und Trompeter
- Stephan Wittwer (1953–2024), Gitarrist, Experimentalmusiker und Komponist
- Nicolas Wolf (* 1987), Schlagzeuger
- Christian Wolfarth (* 1960), Schlagzeuger
- Jimmy Woode (* 1928, † 2005), Bassist
- Daniel Woodtli (* 1974), Trompeter, Pianist
- Wege Wüthrich (* 1960), Saxophonist, Klarinettist
- Luzia von Wyl (* 1985), Pianistin
- Linus Wyrsch (* 1987), Klarinettist, Saxophonist
- Simon Wyrsch (* 1983), Klarinettist
- Urs Wyrsch (* 1953), Bassist

### Z
- Ugo Zaccheo (* 1939), Kornettist, Maler
- Al Zahler (* 1939, † 2009), Posaunist, Harmonikaspieler
- Ben Zahler (* 1979), Flötist
- Valeria Zangger (* 1985), Schlagzeugerin, Perkussionistin
- Julien-François Zbinden (* 1917, † 2021), Pianist, Komponist
- Nicolas Zellweger (* 1983), Gitarrist
- Omri Ziegele (* 1959), Saxophonist
- Peter Zihlmann (* 1977), Pianist, Komponist
- Philipp Z’Rotz (* 1980), Saxophonist, Klarinettist
- Gabriel Zufferey (* 1984), Pianist
- Roger Zufferey (* 1936, † 2010), Saxophonist, Klarinettist
- Peter Conradin Zumthor (* 1979), Schlagzeuger und Perkussionist
- Hans Zurbrügg (* 1944), Kornettist, Trompeter und Mitbegründer des Internationalen Jazzfestivals Bern
- Wolfgang Zwiauer[5] (* 1973), Bassist
- Christian Zatta (* 1993), Gitarrist, Komponist, Arrangeur, Band-Leader